# Só Hoje
Só Hoje é o segundo single do álbum Discotecagem Pop Variada, da banda brasileira Jota Quest. Composta por Rogério Flausino e Fernanda Mello, sendo quase rejetado pela banda, a canção foi uma das mais tocadas nas rádios brasileiras.
Pouco tempo depois, a canção foi tema do seriado Malhação, da Rede Globo e, a 1º do álbum Malhação Nacional 2003.
Em 2017, uma versão desta música, interpretada por Zeca Baleiro, fez parte da trilha-sonora da novela Pega Pega, da Rede Globo.

## Prêmios e indicações
| Ano  | Prêmio                 | Categoria                    | Resultado | Ref   |
| ---- | ---------------------- | ---------------------------- | --------- | ----- |
| 2003 | Meus Prêmios Nick      | Videoclipe Nacional Favorito | Venceu    | [ 4 ] |
| 2003 | MTV Video Music Brasil | Escolha da Audiência         | Indicado  | [ 5 ] |

## Desempenho nas tabelas musicais
| Chart (2003)  | Posição |
| ------------- | ------- |
| Brasil (Hits) | 6       |

## Certificações e vendas
| Região                                              | Certificação | Unidades/vendas |
| --------------------------------------------------- | ------------ | --------------- |
| Brasil (PMB)                                        | Ouro         | - 50.000*       |
| *números de vendas baseados somente na certificação |              |                 |